# Calipandalus
Calipandalus is een geslacht van kreeftachtigen uit de klasse van de Malacostraca (hogere kreeftachtigen).

## Soort
- Calipandalus elachys Komai & Chan, 2003